# Calvin Cowgill

Calvin Cowgill

Calvin Cowgill (* 7. Januar 1819 im Clinton County, Ohio; † 10. Februar 1903 in Wabash, Indiana) war ein US-amerikanischer Politiker. Zwischen 1879 und 1881 vertrat er den Bundesstaat Indiana im US-Repräsentantenhaus.

## Werdegang
Calvin Cowgill besuchte die öffentlichen Schulen seiner Heimat. 1836 kam er mit seinen Eltern nach Indiana. Nach einem Jurastudium und Zulassung als Rechtsanwalt begann er in Wabash in diesem Beruf zu arbeiten. Gleichzeitig schlug er eine politische Laufbahn ein. In den Jahren 1851 und 1865 war er Abgeordneter im Repräsentantenhaus von Indiana. Zwischen 1855 und 1859 fungierte Cowgill als Kämmerer im Wabash County. Während des Bürgerkrieges war er zwischen 1862 und 1865 als Provost Marshal im elften Gerichtsbezirk von Indiana tätig.
Politisch war Cowgill Mitglied der Republikanischen Partei. Bei den Kongresswahlen des Jahres 1878 wurde er im elften Wahlbezirk von Indiana in das US-Repräsentantenhaus in Washington, D.C. gewählt, wo er am 4. März 1879 die Nachfolge von James La Fayette Evans antrat. Da er im Jahr 1880 auf eine erneute Kandidatur verzichtete, konnte er bis zum 3. März 1881 nur eine Legislaturperiode im Kongress absolvieren.
Nach seinem Ausscheiden aus dem US-Repräsentantenhaus praktizierte Calvin Cowgill wieder als Anwalt. Er starb am 10. Februar 1903 in Wabash.